# OnionMedia
OnionMedia ist eine freie und quelloffene Software zum Herunterladen und Konvertieren von Video- und Audiodateien. Sie unterstützt zahlreiche Online-Plattformen wie YouTube, Vimeo, Dailymotion und SoundCloud. Die Software läuft nativ unter Windows sowie unter Linux via Flatpak, Wine oder Avalonia.

## Geschichte
Die erste Version wurde 2022 veröffentlicht und über den Microsoft Store für Windows 10 und 11 bereitgestellt. Später folgte mit OnionMedia X eine plattformunabhängige Version für Linux, die über Flathub vertrieben wird. Der Quellcode ist öffentlich auf GitHub verfügbar und steht unter der AGPL-3.0.

## Funktionen
- Download von Video- und Audiodateien von Plattformen wie YouTube, Vimeo, SoundCloud u. a.
- Konvertierung in verschiedene Formate (MP4, MP3, WebM, Ogg, AAC)
- Auswahl der Auflösung (bis 4K, sofern verfügbar)
- Mehrfach-Downloads (Batch-Modus)
- Video-Trimming und Tag-Bearbeitung
- Hardwarebeschleunigung (wenn verfügbar)
- Plattformübergreifende Unterstützung (Windows, Linux)
- Werbefreie Nutzung

## Rezeption
Mehrere Technikportale stellten OnionMedia vor:
- WindowsArea.de lobte 2022 die einfache Bedienbarkeit und Werbefreiheit.[1]
- WinTotal.de betonte die umfangreichen Funktionen bei gleichzeitig einfacher Handhabung.[2]
- Softpedia erwähnte die regelmäßige Pflege und Stabilität.[3]
- Linux-Bibel.at zeigte die problemlose Nutzung unter Linux mit Wine.[4]

## Lizenz
OnionMedia steht unter der AGPL-3.0, wodurch sowohl Quellcode als auch webbasierte Varianten offengelegt werden müssen.